# 하단동
하단동(下端洞)은 대한민국 부산광역시 사하구의 법정동이다.

## 역사
- 조선시대 경상도 동래군(동래현, 동래부) 사하면 하단리
- 1910년 10월 1일 경상남도 부산부 사하면 하단리[1]
- 1914년 4월 1일 경상남도 동래군 사하면 하단리[2]
- 1942년 10월 1일 경상남도 부산시 하단동[3]
- 1951년 9월 1일 경상남도 부산시 하단동(서부출장소 사하지소)
- 1957년 1월 1일 경상남도 부산시 서구 하단동[4]
- 1963년 1월 1일 부산직할시 서구 하단동(사하출장소)[5]
- 1975년 10월 1일 부산직할시 서구 하단동(시직할 사하출장소)
- 1983년 12월 15일 부산직할시 사하구 하단동(북구 대저2동의 을숙도,일웅도를 편입.)[6]
- 1992년 9월 1일 부산직할시 사하구 하단1동, 하단2동 분동
- 1995년 1월 1일 부산광역시 사하구 하단1동, 하단2동[7]

## 법정동
- 하단1동
  - 괴정로 복개도로를 중심으로 저층 주거단지가 분포돼있다. 하단역 동남쪽에 하단시장이 위치해있다. 하단시장을 중심으로 상권이 발달되어 있다.
- 하단2동

## 주요 기관

### 관공서
- 부산사하경찰서 하단지구대 (하단1동)
- 사하등기소 (하단1동)
- 하단2파출소 (하단2동)
- 하단소방파출소 (하단2동)
- 하단우체국 (하단2동)
- 국민건강보험공단(부산사하지사, 하단2동)
- 국민연금공단(서부산지사, 하단2동)

### 금융 기관
- 부산은행하단동기업고객지점 (하단1동)
- ㈜부산은행 하단동지점 (하단1동)
- 사하농협하구언지소 (하단1동)
- 부산시수협하구언지점 (하단1동)
- KEB하나은행 하단지점 (하단2동)
- 국민은행 하단동지점 (하단2동)
- 농협중앙회 하단동지점 (하단2동)
- 우리은행 하단동지점 (하단2동)

### 교육 기관
- 동아대학교 승학캠퍼스(하단2동)
- 건국중학교(하단2동)
- 하단중학교(하단2동)
- 건국고등학교(하단2동)
- 부산여자고등학교(하단2동)
- 을숙도초등학교(하단2동)